# Dorsum Gast
Der Dorsum Gast ist ein 60 km langer Dorsum, eine Art Höhenrücken, auf dem Erdmond. Seine mittleren Koordinaten sind 24° N / 9° O. Er wurde 1973 nach dem US-amerikanischen Geochemiker Paul Werner Gast (1930–1973) benannt. 